# 燕興
燕興（えんこう）は、五胡十六国時代、西燕の君主慕容泓の治世で使用された元号。384年4月 - 12月。

## 西暦・干支との対照表
| 燕興 | 元年  |
| 西暦 | 384年 |
| 干支 | 甲申  |